# Ephedra foliata
{{#ifeq:0|0|{{#if:|{{#if:Ephedrafoliata|[[]}}|}}}}
Ephedra foliata — вид голонасінних рослин класу гнетоподібних.

## Поширення, екологія
Країни проживання: Афганістан, Алжир, Бахрейн, Чад, Джибуті, Єгипет (Африканська частина, Синай), Ефіопія, Індія (Пенджаб), Іран, Ірак, Йорданія, Кувейт, Мавританія, Марокко, Оман, Палестина, Катар, Саудівська Аравія, Сомалі, Туркменістан, Об'єднані Арабські Емірати, Західна Сахара, Ємен (Північний Ємен, Південний Ємен). Росте на висотах від рівня моря до 1700 м. Чагарник, скелелаз, що росте на скелястих схилах і в районі Ваді. Відзначається як типовий компонент різних типів колючих саван в напівпосушливих і посушливих кліматичних умовах. Квіти з лютого по травень.

## Використання
Стебла більшості членів цього роду містять алкалоїд ефедрин і відіграють важливу роль в лікуванні астми та багатьох інших скарг дихальної системи. Тим не менш, має мало ефедрину. Подрібнену рослину варять і використовують для дублення.

## Загрози та охорона
Використовується в медицині та фрукти їдять, хоча це не вважається серйозними загрозами. Зустрічається в численних охоронних районах на території свого ареалу. Колекції відомі, принаймні, в 5 ботанічних садах та насіння були зібрані в рамках Проекту насіннєвого банку тисячоліття.
| Шишки секвоядендрону | Це незавершена стаття про голонасінні. Ви можете допомогти проєкту, виправивши або дописавши її. |